# كثافة غذائية

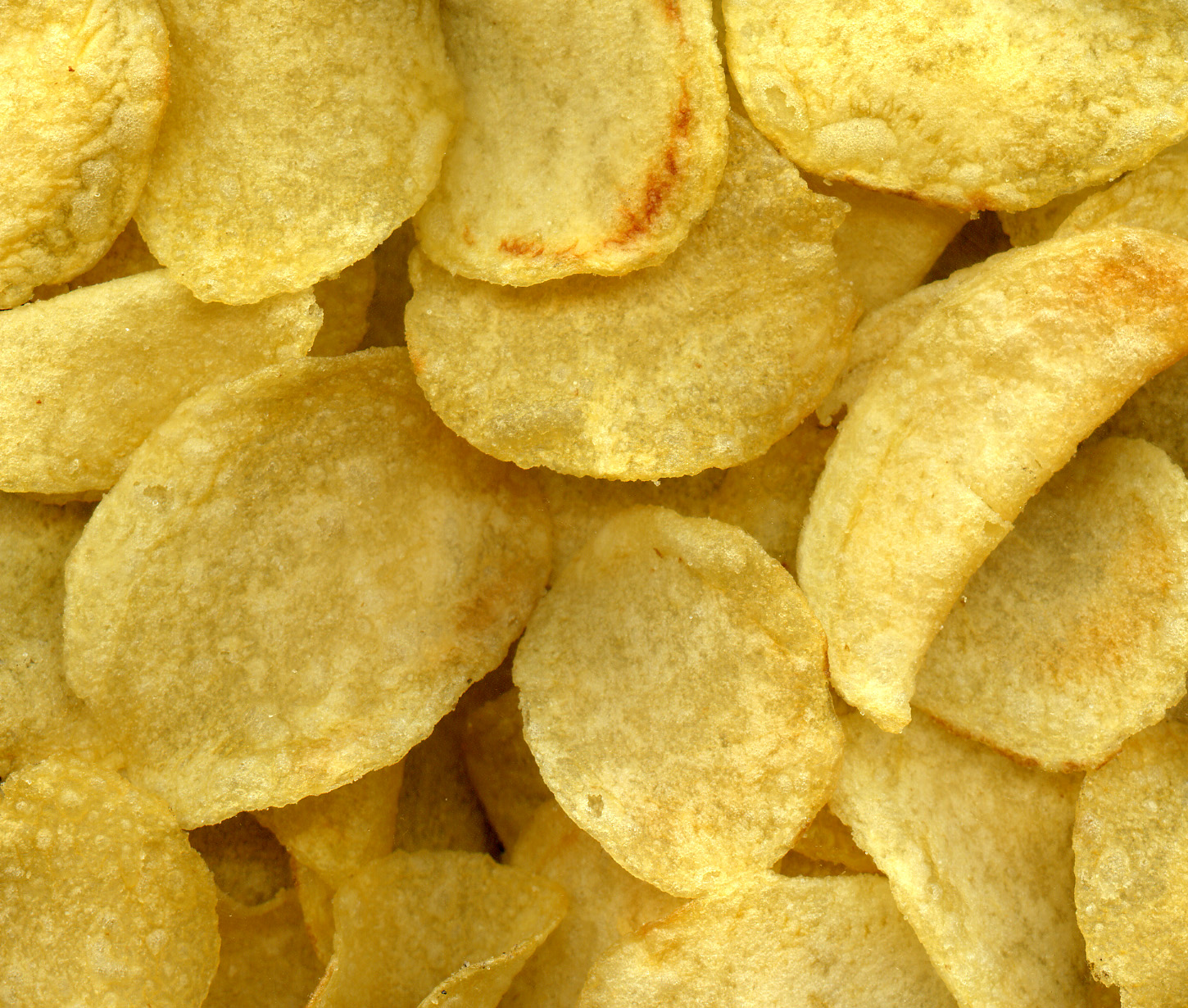

في تغذية الانسان، تعد الكثافة الغذائية مؤشر لقياس محتوى الطعام من المغذيات الدقيقة المهمة للصحة (فيتامينات ومعادن) مقارنةً مع محتواه من الطاقة. ويتم الإشارة لها ب 100 جم/سعر حراري.
تمثل الأطعمة الغنية بالفيتامينات والمعادن مؤشر للكثافة الغذائية العالية. يتم حساب هذا المؤشر وفقًا لفيتامينات ب (1, 12,9,6,3,2)، وفيتامين ج، وفيتامين أ، والأملاح المعدنية مثل الكالسيوم، والمغنسيوم، والبوتاسيوم، والحديد.
مصطلح الكثافة الغذائية له عِدة معانٍ.
أكثر المعاني شهرةً بين تلك المعاني هو أن الكثافة الغذائية تمثل نسبة المحتوى الغذائي (بالجرامات) إلى إجمالي محتوى الطاقة (تقاس بالسعر الألفي (كيلو كالوري) أو الجول). ويُعد الطعام ذو الكثافة الغذائية نقيض الطعام ذي الطاقة العالية(يُطلق عليه أيضًا الطعام "الخالي من السعرات الحرارية"). ووفقًا للخطوط الإرشادية الغذائية للأمريكيين المنشورة في عام 2005، فإن الطعام ذا الكثافة الغذائية هو ذلك الطعام الذي يمد الجسم بكميات كبيرة من الفيتامينات والمعادن، ويحتوي على كمية قليلة نسبيًا من السعرات الحرارية. وتعد الفاكهة والخضروات من الأطعمة التي تحتوي على قيمة غذائية عالية، بينما لا تتمتع المنتجات التي تحتوي على السكر المضاف والحبوب المعلبة والمشروبات التي تحتوي على كحول بهذه القيمة الغذائية.
والمعنى الثاني يكمن في أن الكثافة الغذائية هي نسبة الطاقة الغذائية من السكريات (الكربوهيدرات) والبروتين والدهون إلى إجمالي الطاقة الغذائية. وحتى يتسنى حساب الكثافة الغذائية (بالنسبة المئوية)، تتم قسمة الطاقة الغذائية (بالسعرات الحرارية أو الجول) الموجودة في مادة غذائية معينة على الطاقة الغذائية الكلية الموجودة في الوجبة المحددة.
أما المعنى الثالث فيكمن في أن الكثافة الغذائية هي نسبة المكونات الغذائية التي يحتوي عليها طعام معين إلى المتطلبات الغذائية التي يحتاجها جسم الإنسان. لذا، فالطعام الكثيف غذائيًا هو الطعام الذي يحتوي على حزمة غذائية متكاملة.